# Molly Shannon
Molly Helen Shannon, conocida como Molly Shannon (Shaker Heights, Ohio, 16 de septiembre de 1964), es una actriz, comediante y escritora estadounidense. Es conocida por haber sido parte del elenco de la serie Saturday Night Live, entre 1995 y 2001 y también por haber protagonizado la serie de la NBC Kath & Kim, junto con su coestrella Selma Blair. Suele aparecer en películas junto al actor y también comediante Will Ferrell.

## Primeros años

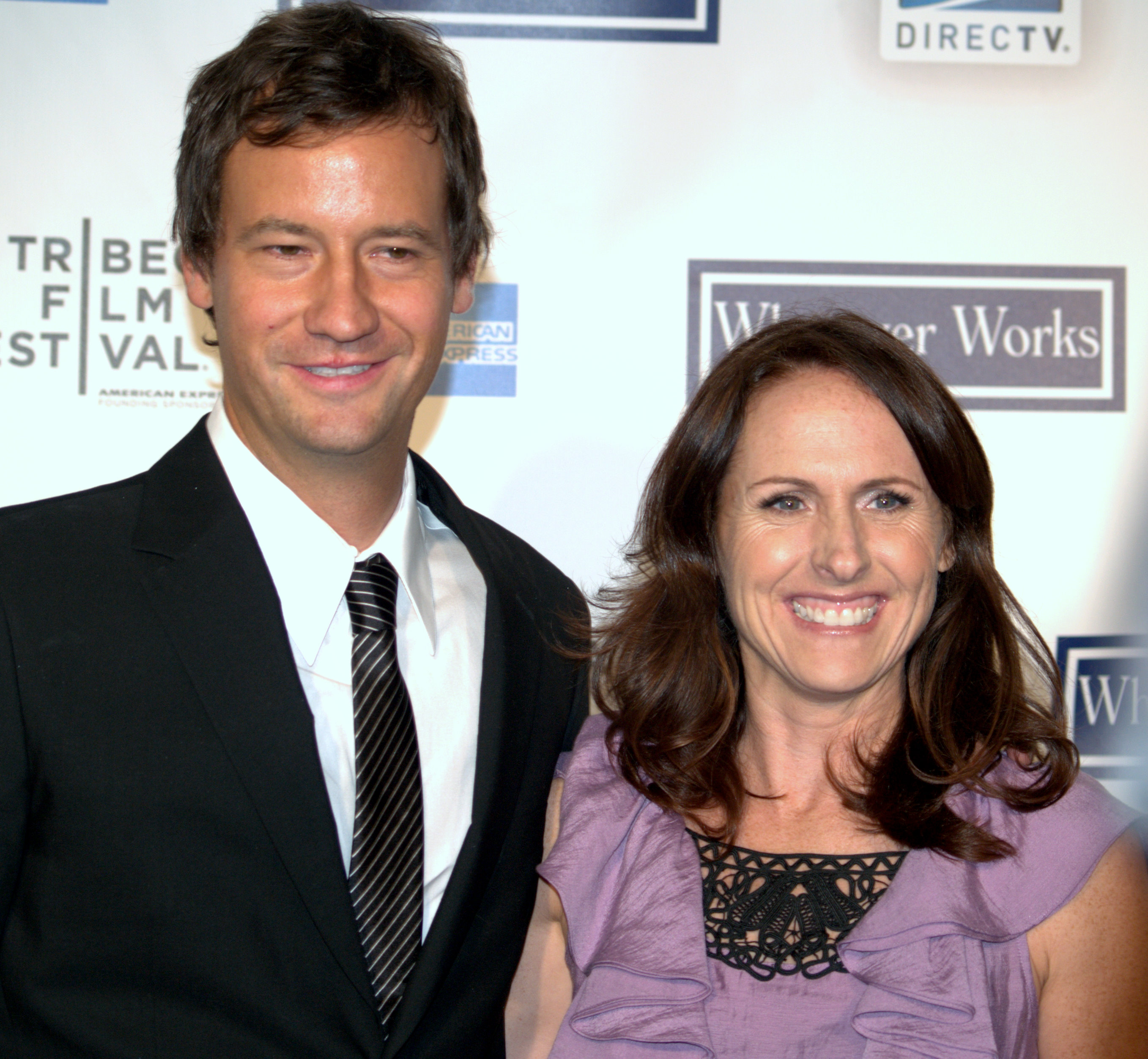
Shannon y Chesnut en 2009.

Nació en Shaker Heights, Ohio, de familia católica irlandesa. Su madre, Peg Shannon, fue una maestra, y su padre, James F. Shannon, fue un gerente de ventas. Shannon participó en una traumático accidente automovilístico cuando ella tenía cuatro años que mató a su madre, su hermana menor, y primo. Asistió a San Dominic School en Shaker Heights para el grado escolar, y la Escuela Hawken en Gates Mills, Ohio, para la escuela secundaria.

## Carrera
Shannon comenzó su carrera en 1989, como un papel de apoyo en la película El fantasma de la ópera, como Meg, con Robert Englund. En 1991 tuvo una breve aparición en la segunda temporada de Twin Peaks, y en 1993, ella apareció como un papel de apoyo en dos episodios de In Living Color, el primero con Chris Rock (interpretado por Shawn Wayans) , y el segundo en un bosquejo con Jim Carrey, jugando una jefe de la policía.
Shannon tuvo su debut en 1995 cuando ingresó como parte del elenco de Saturday Night Live para sustituir a Janeane Garofalo. Shannon fue una de los pocos miembros del elenco que se mantienen (junto con David Spade, Norma Macdonald, Marcos McKinney, y Tim Meadows) cuando Lorne Michaels participó en un reparto general entre las temporadas de 20 y 21. 
En 1999, protagonizó junto con Will Ferrell Superstar, un largometraje basado en su personaje más famoso de SNL, Mary Katherine Gallagher, una torpe estudiante de la escuela católica que aspira a ser una superestrella musical. 
En 2001 Shannon salió de SNL, superando a Victoria Jackson, la más antigua miembro del elenco de mujeres en el show (que ha sido superada por Rachel Dratch, Maya Rudolph y Amy Poehler). Más tarde, actuó en la comedia romántica de 2003 My Boss's Daughter. 
En 2004, protagonizó una serie de televisión corta de FOX Cracking Up con el actor Jason Schwartzman. Ese mismo año, fue invitada estrella en un episodio de Scrubs y protagonizó como la Sra. Baker la película Buen Muchacho!. En 2006, actuó en la película dirigida por Sofia Coppola Marie Antoinette como la tía Victoria. Al año siguiente, fue invitada estrella de la serie de ABC Pushing Daisies y apareció en la película Evan Almighty, protagonizada por Steve Carell. también protagonizó la película Year of the Dog en 2007. 
Shannon apareció en Saturday Night Live el 12 de mayo de 2007, convirtiéndola en el segundo exmiembro del elenco femenino de acoger (después de Julia Louis-Dreyfus). Protagonizó como Kath en la serie de los EE. UU. la versión de la exitosa comedia australiana Kath & Kim. En 2008, también protagonizó un episodio de la serie Pushing Daisies y la película de televisión More of Me. 

## Vida personal
Shannon está casada con el artista Fritz Chesnut desde el 29 de mayo de 2004. Tienen dos hijos, Stella (nacida en 2003) y Nolan (nacido en 2005).

## Filmografía

### Películas
| Año  | Título                                      | Rol                      | Notas                         |
| ---- | ------------------------------------------- | ------------------------ | ----------------------------- |
| 1989 | El fantasma de la ópera                     | Meg                      |                               |
| 1995 | Return to Two Moon Junction                 | Traci                    |                               |
| 1996 | Lawnmower Man 2: Beyond Cyberspace          | Señora sin hogar         |                               |
| 1998 | The Thin Pink Line                          | Aanl                     |                               |
| 1998 | Happiness                                   | Nancy                    |                               |
| 1998 | A Night at the Roxbury                      | Emily Sanderson          |                               |
| 1998 | Daydream Believer                           | Susan Bradley            |                               |
| 1999 | Superstar                                   | Mary Katherine Gallagher |                               |
| 1999 | Analyze This                                | Caroline                 |                               |
| 1999 | Never Been Kissed                           | Anita                    |                               |
| 1999 | Mis vecinos los Yamada                      | Matsuko Yamada           | Voz para la versión en inglés |
| 2000 | El Grinch                                   | Betty Lou Who            |                               |
| 2000 | My 5 Wives                                  | Barbara Van Dyke         |                               |
| 2001 | Wet Hot American Summer                     | Gail von Kleinenstein    |                               |
| 2001 | Serendipity                                 | Eve                      |                               |
| 2001 | Ósmosis Jones                               | Mrs. Boyd                |                               |
| 2002 | The Santa Clause 2                          | Tracy                    |                               |
| 2003 | American Splendor                           | Stage Actor Joyce        |                               |
| 2003 | My Boss's Daughter                          | Audrey Bennett           |                               |
| 2003 | Good Boy!                                   | Mrs. Baker               |                               |
| 2005 | Here Comes Peter Cottontail: The Movie      | Jackie Frost             | Voz                           |
| 2006 | Shut Up and Sing                            | Trish                    |                               |
| 2006 | Scary Movie 4                               | Marilyn                  |                               |
| 2006 | Marie Antoinette                            | Victoria de Francia      |                               |
| 2006 | Little Man                                  | Soccer mom               |                               |
| 2006 | Talladega Nights: The Ballad of Ricky Bobby | Mrs. Dennit              |                               |
| 2006 | Gray Matters                                | Carrie                   |                               |
| 2006 | Air Buddies                                 | Molly                    | Voz                           |
| 2007 | Year of the Dog                             | Peggy                    |                               |
| 2007 | Evan Almighty                               | Eve Adams                |                               |
| 2007 | More of Me                                  | Alice McGowan            | Película para televisión      |
| 2008 | Igor                                        | Eva                      | Voz                           |
| 2008 | Snow Buddies                                | Molly                    | Voz                           |
| 2009 | What Goes Up                                | Penelope Little          |                               |
| 2011 | Bad Teacher                                 | Mamá de Garrett          |                               |
| 2012 | Casa de mi padre                            | Sheila                   |                               |
| 2012 | The Five-Year Engagement                    | Onion Chef               |                               |
| 2012 | Hotel Transylvania                          | Wanda                    | Voz                           |
| 2013 | Scary Movie 5                               | Heather Daltry           |                               |
| 2015 | Paul Blart: Mall Cop 2                      |                          |                               |
| 2015 | Hotel Transylvania 2                        | Wanda                    |                               |
| 2016 | Other People                                | Joanne Mulcahey          |                               |
| 2018 | Vida privada                                | Cynthia                  |                               |
| 2018 | Wild Nights with Emily                      | Emily Dickinson          |                               |
| 2018 | Hotel Transylvania 3: Summer Vacation       | Wanda                    |                               |
| 2019 | Sextuplets                                  | Linda                    |                               |
| 2023 | A Good Person                               | Diane                    |                               |

### Televisión
| Año         | Título                              | Rol                         | Notas                                                    |
| ----------- | ----------------------------------- | --------------------------- | -------------------------------------------------------- |
| 1991        | Twin Peaks                          | Judy Swain                  | Episodio: The Black Widow                                |
| 1993        | In Living Color                     | Officer Trainee             | 5 episodios                                              |
| 1993        | General Hospital                    | Madre sustituta #2          | 1 episodio                                               |
| 1994        | The John Larroquette Show           |                             | 1 episodio                                               |
| 1994        | Sister, Sister                      | Cajera                      | 1 episodio                                               |
| 1994        | Ellen                               |                             | 1 episodio                                               |
| 1995 - 2001 | Saturday Night Live                 | Varios personajes           | 120 episodios                                            |
| 1997        | Seinfeld                            | Sam                         | Episodio: "The Summer of George"                         |
| 2002        | Sex and the City                    | Lily Martin                 | 3 episodios                                              |
| 1999 - 2004 | Will & Grace                        | Val Basset                  | 5 episodios                                              |
| 2002        | Sex and the City                    | Lily Martin                 | 3 episodios                                              |
| 2003        | Ed                                  | Linda Berringer             | Episodio: "Babysitting"                                  |
| 2004        | Scrubs                              | Denise Lemmon               | Episodio: "My last chance"                               |
| 2004 - 2006 | Cracking Up                         | Lesley Shackleton           | 7 episodios                                              |
| 2005 - 2007 | American Dad                        | Kristy                      | 3 episodios                                              |
| 2007        | 30 Rock                             | Katherine Catherine Donaghy | Episodio: "The Fighting Irish"                           |
| 2007        | Pushing Daisies                     | Dilly Balsam                | Episodio: "Bitter Sweets"                                |
| 2008        | Kath & Kim                          | Kath                        | 18 episodios                                             |
| 2009        | The New Adventures of Old Christine | Jeannie                     | Episodio: "It's Beginning to Stink a Lot Like Christmas" |
| 2010        | Glee                                | Brenda Castle               | Episodio: "Bad Reputation" Episodio: " Dream On"         |
| 2011        | The Middle                          | Janet                       | Episodio: " Thanksgiving III " Episodio: " The Name"     |
| 2011        | Up All Night                        | Nancy                       | Episodio: "Hiring and Firing" Episodio: "First Birthday" |
| 2012        | Web Therapy                         | Kirsten Noble               | 2 episodios                                              |
| 2013        | Happily Divorced                    | Peggy                       | Episodio: "I Object"                                     |
| 2013        | Enlightened                         | Eileen Foliente             | 4 episodios                                              |
| 2013        | Hannibal                            | "Madre"                     | 1 episodio                                               |
| 2013        | Jessie                              | Coronel Beverly Shannon     | Episodio: " G.I Jessie                                   |
| 2013        | Bob's Burgers                       | Millie                      | Episodio: " Fort Night"                                  |
| 2013        | Raising Hope                        | Maxine                      | 1 episodio: "Extreme Howdy's Makeover"                   |
| 2019-2023   | The Other Two                       | Pat Dubek                   | 26 episodios                                             |
| 2021        | The White Lotus                     | Kitty                       | 2 episodios                                              |

## Personajes enSaturday Night Live

### Personajes originales
- Mary Katherine Gallagher, Shannon, su más conocido personaje. Una extraña estudiante de una escuela católica que se han beneficiado de la realización en el coro de la escuela. Shannon protagonizó en 1999 la película Superstar, basada en el personaje.
- Sally O'Malley, una orgullosa de 50 años de edad con un bailarín Bouffant peinado, que vestía pantalones apretados rojos y proclamó lo mucho que amaba a "patear, patear y estirarse!"
- Helen Madden, una exuberante demasiado autoproclamada "Joyologist", que apareció en programas de entrevistas con la marca lema "I love it, I love it!"
- Circe Nightshade, la copresentadora de "Goth Talk" (con Chris Kattan).
- Terri Rialto, co-anfitrióna de la NPR de radio "Delicioso Plato" (con Ana Gasteyer).

### Personajes famosos
- Courtney Love
- Monica Lewinsky
- Elizabeth Taylor
- Björk
- Ann Miller
- Tori Amos
- Emma Bunton
- Soon-Yi Previn
- Liza Minnelli
- Kim Cattrall
- Brooke Shields
- Courteney Cox
- Anna Nicole Smith
- Gillian Anderson
- Keri Russell
- Gwen Stefani
- Donatella Versace
- Madonna
- Melania Trump
- Shania Twain
- Meredith Vieira
- Lisa Marie Presley
- Marie Osmond
- Suzy Amis
- Minnie Driver
- Neve Campbell
- Lucy Lawless
- Michelle Kwan
- Gisele Bündchen
- Janis Joplin
- Maggie Haberman